# The New Dominion
The New Dominion is een metalband uit Tilburg bestaande uit vijf muzikanten. De muziek die ze maken heeft zowel thrashmetal- als deathmetal- en technische-metalinvloeden.
De band is ontstaan in 2006, toen nog zonder gitarist Michiel Oskam die een jaar later is toegetreden. In 2009 kwam het debuutalbum "..And Kindling Deadly Slumber" uit. In hetzelfde jaar ging The New Dominion op hun eerste europese tour als support-act voor Pestilence.